# Liste der denkmalgeschützten Objekte in Regau
Die Liste der denkmalgeschützten Objekte in Regau enthält die 7 denkmalgeschützten, unbeweglichen Objekte der oberösterreichischen Marktgemeinde Regau im Bezirk Vöcklabruck.

## Denkmäler
| Foto |                 | Denkmal                                                                                     | Standort                                         | Beschreibung | Metadaten |
| ---- | --------------- | ------------------------------------------------------------------------------------------- | ------------------------------------------------ | --- | --- |
| ja   | Datei hochladen | Evang. Pfarrkirche A.B. HERIS-ID: 52529 Objekt-ID: 59553                                    | bei Rutzenmoos 1 Standort KG: Rutzenmoos         | Kirche wurde als Toleranzbethaus im Jahr 1783 erbaut. In der zweiten Hälfte des 19. Jahrhunderts wurde Turm und Apsis angebaut. | BDA-Hist.: Q25416999 Status: § 2a Stand der BDA-Liste: 2025-06-30 Name: Evang. Pfarrkirche A.B. GstNr.: .56 Evangelische Pfarrkirche Rutzenmoos                               |
| ja   | Datei hochladen | Evangelisches Pfarrhaus HERIS-ID: 92982 Objekt-ID: 107971                                   | Rutzenmoos 3 Standort KG: Rutzenmoos             | | BDA-Hist.: Q37761022 Status: § 2a Stand der BDA-Liste: 2025-06-30 Name: Evangelisches Pfarrhaus GstNr.: .179 Evangelische Pfarrkirche Rutzenmoos                              |
| ja   | Datei hochladen | Evangelisches Museum HERIS-ID: 92987 Objekt-ID: 107976                                      | Rutzenmoos 5 Standort KG: Rutzenmoos             | Die evangelische Schule wurde von 1839 bis 1938 geführt. Danach bis 1996 als staatliche Volksschule. Das Gebäude wurde fortlaufend erweitert. Das Museum wurde im Jahre 2000 eröffnet. | BDA-Hist.: Q16831287 Status: § 2a Stand der BDA-Liste: 2025-06-30 Name: Evangelisches Museum GstNr.: .58 Evangelisches Museum Oberösterreich                                  |
| ja   | Datei hochladen | Pfarrhaus HERIS-ID: 92912 Objekt-ID: 107888                                                 | Marktstraße 8 Standort KG: Unterregau            | | BDA-Hist.: Q37760902 Status: § 2a Stand der BDA-Liste: 2025-06-30 Name: Pfarrhaus GstNr.: 1043/2 Pfarrhof Regau                                                               |
| ja   | Datei hochladen | Kath. Filialkirche, Vituskirche und ehem. Friedhofsfläche HERIS-ID: 89121 Objekt-ID: 103719 | Oberregau 8, in der Nähe Standort KG: Unterregau | Die Kirche wurde um 1500 errichtet. Der Altarraum ist rippengewölbt und das Langhaus ist mit einer barocken Flachdecke ausgestattet. Im Turm hängt eine Glocke aus dem 15. Jahrhundert mit gotischer Inschrift, diese hat als einzige Glocke der Pfarre die Glockenablieferungen der beiden Weltkriege überstanden. | BDA-Hist.: Q37732137 Status: § 2a Stand der BDA-Liste: 2025-06-30 Name: Kath. Filialkirche, Vituskirche und ehem. Friedhofsfläche GstNr.: 2689, .403 Vituskircherl, Oberregau |
| ja   | Datei hochladen | Kath. Pfarrkirche hl. Petrus und ehem. Friedhofsfläche HERIS-ID: 52500 Objekt-ID: 59430     | gegenüber Regau 1 Standort KG: Unterregau        | Ursprünglich eine zweischiffige spätgotische Kirche; von 1885 bis 1887 erfolgte ein umfangreicher Umbau. | BDA-Hist.: Q25409023 Status: § 2a Stand der BDA-Liste: 2025-06-30 Name: Kath. Pfarrkirche hl. Petrus und ehem. Friedhofsfläche GstNr.: .103, 1032/2 Sankt Petrus (Regau)      |
| ja   | Datei hochladen | Musikschule HERIS-ID: 92924 Objekt-ID: 107903                                               | Regau 8 Standort KG: Unterregau                  | | BDA-Hist.: Q37760939 Status: § 2a Stand der BDA-Liste: 2025-06-30 Name: Musikschule GstNr.: 829/1                                                                             |